# Parafia Najświętszej Maryi Panny Królowej Aniołów w Adamowicach
Parafia NMP Królowej Aniołów w Adamowicach – należy do dekanatu pogrzebieńskiego w archidiecezji katowickiej. Została utworzona 2 stycznia 1983 roku. Kościół parafialny został poświęcony przez abpa Damiana Zimonia 3 czerwca 1989 roku.

## Historia parafii[1]
Historia parafii sięga połowy XVII wieku, kiedy parafia w Raszczycach razem z Adamowicami straciła samodzielność i została włączona wraz z przysiółkami Mała Nędza oraz Adamowska Piła włączona do parafii w Markowicach.
Dnia 29 lipca 1925 roku erygowano parafię w Raszczycach razem z Adamowicami, Kobylą i Budzinem. Mieszkańcy Adamowic chodzili do kościoła oddalonego 3,5 km i w tym czasie starali się o zezwolenie na budowę kaplicy.
Kaplica pierwotnie pod wezwaniem Św. Mikołaja, otrzymała nowe wezwanie Matki Bożej Anielskiej. Została poświęcona dnia 2 sierpnia 1934 roku przez ks. Roberta Szynawę.
Kościół parafialny został wybudowany w latach 1983–1989 za staraniem ks. Romana Bednarka, według projektu inż. Michała Kuczmińskiego. Konstrukcja została oprazowana przez inż. Roberta Szotę.
Budynek kościoła został poświęcony dnia 3 czerwca 1989 roku przez abpa Damiana Zimonia.

## Proboszczowie
- ks. Roman Bednarek ekspozyt (1982 – 1983), proboszcz (1983 – 1989)
- ks. Konrad Seligman (1989 – 2002)
- ks. Ireneusz Tosta (2002 – 2016)
- ks. Andrzej Trzeciak administrator (2016 – 2017), proboszcz (2017 – 2020)
- ks. Jacek Błaszczok (2021– nadal)

## Grupy parafialne
Na terenie parafii działa kilka grup parafialnych:
- Dzieci Maryi,
- Ministranci,
- Żywy Różaniec.